# Уилкинс, Бобби-Гэй
Бобби-Гэй Уилкинс (англ. Bobby-Gaye Wilkins; род. 10 сентября 1988 года) — ямайская легкоатлетка, олимпийка, специализирующаяся в беге на 400 метров.

## Биография
Первое крупное международное выступление для спортсменки состоялось на молодёжном чемпионате мира по легкой атлетике 2005 года, где она дошла до финала на дистанции 400 метров.
На Олимпийских играх 2008 года в Пекине она выиграла бронзу в эстафете 4×400 метров, но участвовала только в предварительном забеге.
Была выбрана в качестве резерва для эстафеты на чемпионате мира по легкой атлетике 2009 года, но не участвовала в соревнованиях.
Вышла в полуфинал в забеге на дистанцию в 400 метров в Чемпионате мира по лёгкой атлетике в помещении в 2010 году, также была успешна в женской эстафете: вместе с Клорой Уильямс, Давитой Прендергаст и Новлен Уильямс-Миллс завоевала бронзовую медаль, однако провалила тест на наркотики на соревнованиях, в результате чего ямайская команда была дисквалифицирована. В её крови обнаружили андарин (селективный модулятор рецепторовандрогенов), что сделало её вторым международным бегуном с положительным результатом на класс анаболических препаратов после Томаса Голлера. За это нарушение она получила двухлетний запрет на участие в соревнованиях по легкой атлетике.

## Личные рекорды
- 400 м: 50,87 с., 28 июня 2008 г., Кингстон
- 800 м: 2:04,87 мин, 22 марта 2008 г., Кингстон